# Шмаринов Дементій Олексійович
Дементій Олексійович Шма́ринов (рос. Дементий Алексеевич Шмаринов; нар. 12 травня 1907, Казань — пом. 30 серпня 1999, Москва) — радянський і російський живописець, графік, ілюстратор, монументаліст, плакатник, педагог. Член Спілки художників СРСР з 1967 року, дійсний член Академії мистецтв СРСР з 1953 року (потім — Російської академії мистецтв), член-кореспондент Анадемії мистецтв Німецької Демократичної Республіки з 1975 року.

## Біографія
Народився 29 квітня (12 травня) 1907 року в Казані у сім'ї агронома. У 1919—1922 роках навчався в київській студії М. А. Прахова, у 1923—1928 роках в Москві, в школі-студії К. П. Чемко, де його наставником був Д. М. Кардовский.
З 1927 року працював в Державному видавництві над дитячими книгами в якості художника-ілюстратора. Член Товариства художників книги з 1931 року.
У 1959—1961 обіймав посаду голови правління Московського відділення Спілки художників РРФСР, в 1966—1968 і 1972—1973 роках — пост голови правління Спілки художників СРСР. У 1962—1966 керував творчою майстернею графіки в Москві.
Помер в Москві 30 серпня 1999 року. Похований в Москві на Ваганьковському кладовищі.

## Творчість
Працював переважно в галузі книжкової графіки. У 1938—1939 роках пробував свої сили в області монументального живопису. У складі бригади художників виконав декоративні монументально-пропагандистські панно «Майстри стахановських врожаїв» на Всесоюзній сільськогосподарській виставці, а також «Знатні люди Країни Рад» на Всесвітній виставці в Нью-Йорку (не збереглися).
Завоював популярність, перш за все, як художник книги — починаючи з ілюстрацій до «Життя Матвія Кожем'якіна» М. Горького, які він створював в контакті з автором. Створив малюнки до книг:
- «Злочин і кара» Ф. М. Достоєвського (1935—1936);
- «Повісті Бєлкіна» О. С. Пушкіна (1937);
- «Герой нашого часу» М. Ю. Лермонтова (1937);
- «Петро Перший» О. М. Толстого (1940—1945);
- «Війна і мир» Л. М. Толстого (1953—1955);
- «Ромео і Джульєтта» У. Шекспіра (1959—1960);
- «Дванадцята ніч» У. Шекспіра (1964);
- «Тарас Бульба» М. В. Гоголя (1969);
- «Пікова дама» О. С. Пушкіна (1976).

Працював у галузі станкового живопису, найбільш відомі його роботи на тему Другої світової війни:
- серія малюнків «Не забудемо, не пробачимо!», 1942;
- картина «На відвойованої землі», 1944—1945.

Створив ряд яскравих антифашистських плакатів:
- «Фашисти не пройдуть» (1941);
- «Раздавить фашистське чудовисько» (1941);
- «Помстись» (1942);
- «Воїн Червоної армії! Відплати ворогові за кров і сльози радянських людей!» (1942);
- «Я чекаю тебе, воїн-визволитель!» (1942);
- «Слава визволителям України!» (1943);
- «Воїн, відповідай Батьківщині перемогою!» (1943);
- «Слава визволителям України! Смерть німецьким загарбникам» (1943);
- «В богатирських подвиги внучат бачу дідівську славу!» (1943).

«Чехи. Словаки. Поляки. Червона Армія несе звільнення від фашистського ярма!»

У 1945 році зробив один з найбільш емоційних плакатів присвячених останнім дням війни і перемозі над фашизмом: «Чехи. Словаки. Поляки. Червона Армія несе звільнення від фашистського ярма!».
Інші картини:
- «Герої севастопольського повстання 1905 року» (1956);
- «В. І. Ленін на параді Всевобучу» (1957).

Автор книги «Годы жизни и работы» (1989).
Живописні та графічні твори художника знаходяться в колекціях провідних російських музеїв: Державної Третьяковської галереї, Російського музею, Державному музеї образотворчих мистецтв імені О. С. Пушкіна і інших. Тиражні плакати зберігаються в фондах Російської державної бібліотеки, Наукової бібліотеки Російської академії мистецтв, Державному історико-меморіальному музеї-заповіднику «Сталінградська битва».

## Відзнаки
- Заслужений діяч мистецтв РРФСР з 1945 року;
- Народний художник РРФСР;
- Народний художник СРСР з 1967 року;
- Сталінська премія за 1943 рік;
- Ленінська премія за 1980 рік;
- Премія Президента РФ в галузі культури і мистецтва за 1997 рік;
- Золота медаль на Міжнародній виставці книги в Лейпцигу (1959);
- Орден Леніна.

## Вшанування пам'яті

меморіальна дошка

30 червня 2015 року в Москві, на будинку по вулиці Біговій, 7/9, де в 1957—1968 роках жив і працював художник, встановлено меморіальну дошку. Автор погруддя — академік В. Ю. Цигаль. Композиційне рішення належить авторському колективу: скульптор — О. В. Цигаль, архітектори — Є. В. Полянцев, В. Є. Полянцев.